# Lễ hội xên bản, xên mường
Lễ hội xên bản, xên mường hay lễ hội cầu an (tiếng Thái: เสนบ้าน เสนเมือง, ꪹꪎꪸꪙꪚ꫁ꪱꪙ ꪹꪎꪸꪙꪹꪣꪉ) là một lễ hội của người đồng bào dân tộc Thái Đen, Tây Bắc và Thái Lan, cúng người lập nên bản làng. Tưởng nhớ đến các vị thần linh đã khai sáng ra Mường - cách gọi tên vùng đất nơi người Thái đang sinh sống, cầu mong cho người Thái được ấm no, hạnh phúc.

## Thời gian
Ngày 5 tháng Hai Âm lịch, trọn trong một ngày.

## Lễ
Mỗi Mường chọn địa điểm, thời gian, cách thức tiến hành và một số nghi lễ khác nhau. Người Thái Tây Bắc thường tổ chức lễ hội này ở đầu nguồn sông suối, nơi cung cấp nước cho toàn Mường. Tuy nhiên, người Thái Đen ở Mường Lò (Nghĩa Lộ, tỉnh Yên Bái) lại tổ chức ở một khu rừng cấm của Mường, nơi có gốc đa to nhất, xung quanh là chỗ "yên nghỉ" của những người đã khuất. Ở Mường Lò, ông mo Nghè (mo Mường), người trông coi thần quyền cho chủ Mường và Hội Phụ lão đứng ra tổ chức lễ hội Xên Mường. Tại đây, lễ Xên Mường phải có áo của con trai thuộc dòng dõi quý tộc gốc hay người đương chức làm vật tế. (Ngày nay, chức danh quý tộc không còn nữa nên người Thái lấy áo của một vị lãnh đạo xã làm vật tế). Lễ vật do người dân toàn Mường đóng góp, có thể mổ từ hai đến bốn con trâu. Riêng người Thái ở Yên Châu, tỉnh Sơn La thì tế trâu trắng. Điều lạ là, con trâu để Xên Mường phải do chính mo Nghè đi tìm, ông thích con nào thì chỉ con đấy, không cần biết con trâu đó của nhà ai. Người ta bảo khi bị ông mo chỉ gậy vào, con trâu đứng yên đến mức gần như bị thôi miên, người giúp việc cho ông chỉ việc dắt trâu về nơi tổ chức lễ hội. Cỗ cúng thường gồm ba mâm nhưng phải đảm bảo có thịt trâu chín, gạo và rượu. Ông mo khấn bảy lần, mời các vị thần, tổ tiên về dự lễ và phù hộ cho dân Mường được ấm no, sung túc, cuộc sống an vui.

## Hội
Các trò chơi trong lễ hội Xên Mường thường là:
- Xoè vòng theo nhịp
- Ném còn. Trước khi bắt đầu, người Thái lập đàn tế còn dưới chân cột còn cao 15m-20m. Lễ vật gần giống Xên Mường, chỉ khác là có thêm hàng trăm quả còn trên đàn tế. Tham gia trò này chủ yếu là nam thanh niên, ai ném rách tâm điểm trên đỉnh cột còn sẽ được coi là người hùng của hội...
- Múa các điệu dân gian